# آندریس اشکله
آندریس اشکله (انگلیسی: Andris Šķēle؛ زادهٔ ۱۶ ژانویهٔ ۱۹۵۸) یک سیاست‌مدار اهل لتونی است.وی دو دوره نخست‌وزیر این کشور بوده است.